# معركة خربة الجوز
معركة خربة الجوز هي معركة دارت رحاها بين قوات الجيش السوري والجيش السوري الحر من أجل السيطرة على البلدة. ففي 6 تشرين الأول/أكتوبر 2012 شن الجيش السوري الحر هجوما على الحكومة التي يرى أنها احتلت قرية خربة الجوز بالقرب من الحدود التركية. سيطر الجيش السوري الحر على القرية بعد 12 ساعة من معارك الكر والفر العنيفة مع القوات الحكومية.

## الخلفية
في حزيران/يونيو 2011 هاجم الجيش السوري قرية خربة الجوز مستعينا في ذلك بـ 40 دبابة في حملة قمعية ضد المحتجين المؤيدين للديمقراطية.

## المعركة

### هجوم للثوار
في 6 تشرين الأول/أكتوبر؛ شن الثوار هجوما على الحدود في قرية خربة الجوز في محافظة إدلب. كان الجيش السوري الحر أول من هاجم الحكومة على الحدود الغربية من القرية مما نجم عنه مقتل 3 من أفراده مقابل 15 من جنود «الدولة». استمر القتال في وقت لاحق في خربة الجوز نفسها، حيث حاول الثوار استعادة السيطرة على القرية. وزعم النشطاء أن الثوار السوريين تمكنوا من «الاستيلاء» على برج ماء ضخم مكون من ثلاث طوابق بعد 12 ساعة من القتال مع القوات الحكومية.
في 7 تشرين الأول/أكتوبر أصدر الجيش السوري الحر بيانا ذكر فيه أنه تمكن من السيطرة بالكامل على خربة الجوز والمناطق المحيطة بها. وكان المرصد السوري لحقوق الإنسان قد أكد مقتل 40 جنديا تابع للحكومة من بينهم 5 ضباط مقابل 9 في صفوف الثوار.

## بعد العملية
في أواخر تشرين الأول/أكتوبر نفذ الجيش السوري سلسلة من الغارات على مواقع الثوار بالقرب من خربة الجوز، وبالرغم من ذلك لم يتمكن من «استرجاع» أي من تلك المناطق.